# تشارلز فويكس
تشارلز فويكس (بالإنجليزية: Charles Foulkes)‏ (7 فبراير 1905 في المملكة المتحدة - 1 مايو 1986) هو لاعب كرة قدم بريطاني (وحمل سابقاً جنسية المملكة المتحدة لبريطانيا العظمى وأيرلندا) في مركز الدفاع. لعب مع برادفورد سيتي ونادي بورنموث ولينكولن سيتي أف سي.